# Славко Бандука
Славко Бандука (Сарајево, 25. фебруар 1947 — Неџарићи, 19. јун 1992) био је српски фудбалски голман и припадник Војске Републике Српске.

## Биографија
Бандука је рођен 1947. године у Сарајеву, а живео је у насељу Добриња, где је засновао породицу и добио синове Бојана и Ведрана.
Голман Партизана био је током сезоне 1966/67. када је Партизан био вицешампион Европе. Био је у клубу са Иваном Ћурковићем, Благојем Пауновићем, Бранком Рашовићем, Јосипом Пирмајером и Мустафом Хасанагићем, али није успео да се избори за статус првотимца. За Партизан бранио је на шест пријатељских и три првенствене утакмице. Након Партизана, бранио је у Пофалићком, фудбалском клубу из Сарајева.
У Сарајеву га је 1992. године затекао рат, а убијен је 19. јуна исте године као припадник Војске Републике Српске у Неџарићима, данас општина Нови Град, Сарајево. Био је припадник 2. сарајевске лаке пешадијске бригаде у оквиру Сарајевско-романијског корпуса Војске Републике Српске.
Сахрањен је на Српском војничком спомен-гробљу Мали Зејтинлик у Соколцу.